# Apis mellifera cecropia
Apis mellifera cecropia este o subspecie a albinei melifere europene (Apis mellifera), răspândită în sud-estul Greciei.